# Synagoge (Sneek)
De Synagoge van Sneek was een synagoge aan de Wijde Burgstraat in de binnenstad van Sneek. De architect was Albert Breunissen Troost.
Voor 1836 deed onder meer een bovenkamer aan de Gedempte Pol dienst als gebedsruimte van de joodse gemeenschap. De synagoge werd in 1836 gebouwd. In 1880 werd op dezelfde plaats een nieuwe synagoge met drie torens gebouwd. Het gebouw werd in 1905 gerestaureerd.
In de Tweede Wereldoorlog is de synagoge volledig vernield door NSB'ers. Na de oorlog, in 1949, zijn de restanten (bestaande uit slechts de muren) ook verwijderd. Sneek heeft sindsdien geen synagoge meer.
Op de locatie is later een winkelpand gebouwd, dat een winkel van ONLY huisvest (eerder zaten hier onder andere Bart Smit en Vero Moda). Voor het pand stond sinds 1995 een herdenkingssteen, die in 2002 is verhuisd naar de Stadhuistuin. In 2024 is de daaropvolgende gedenksteen, die de vorm van een ster had met een gedenkplaat erop, vervangen door een staand stalen monument in de vorm van de kaart van Friesland met daarin een ontbrekend hart in de vorm van een davidster. De blauwen glazen ornamenten verwijzen naar de overlevenden van de Holocaust. 